# Giovanni Benedetto Castiglione

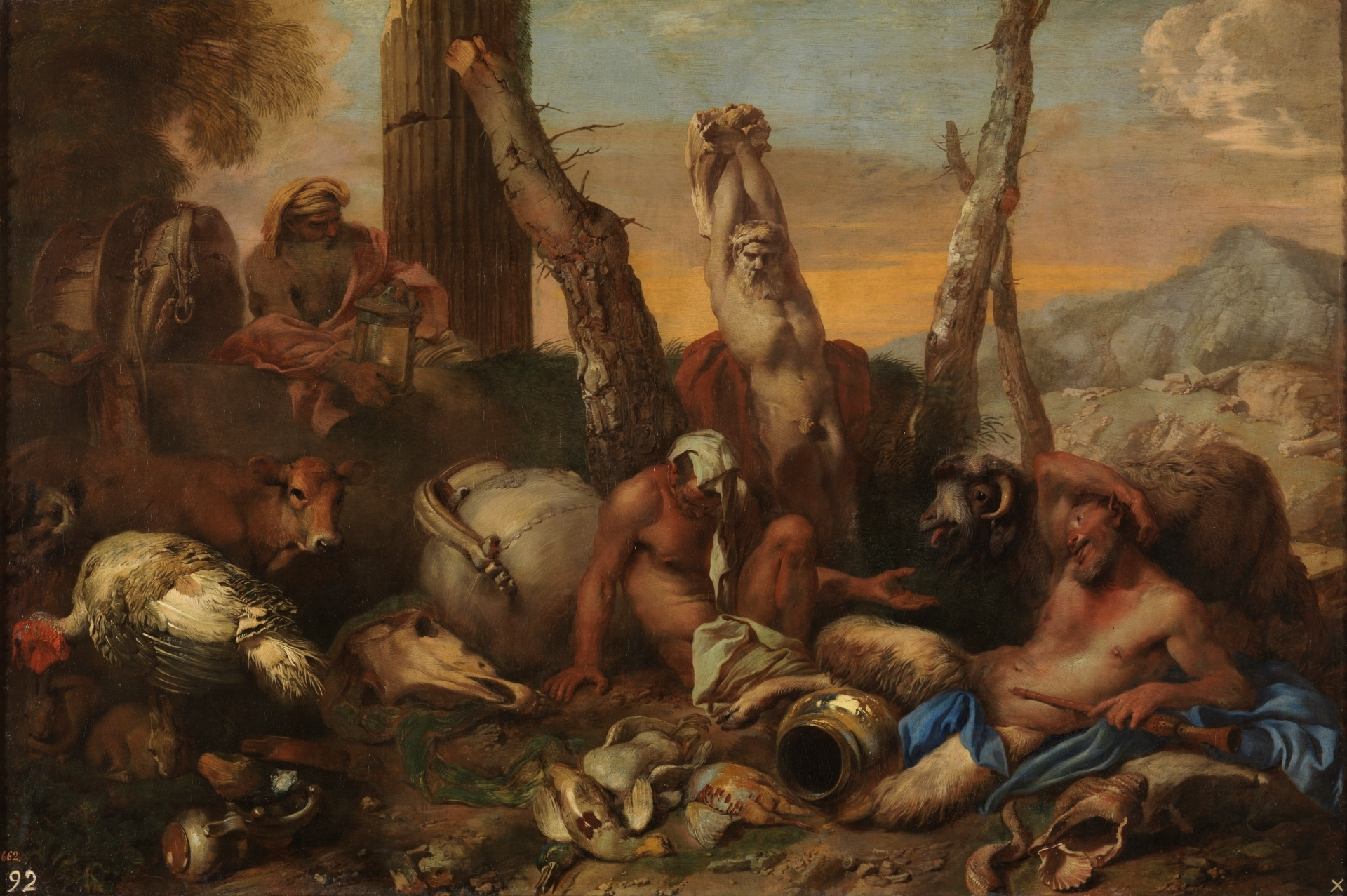
Die Fabel von Diogenes (o. J.)

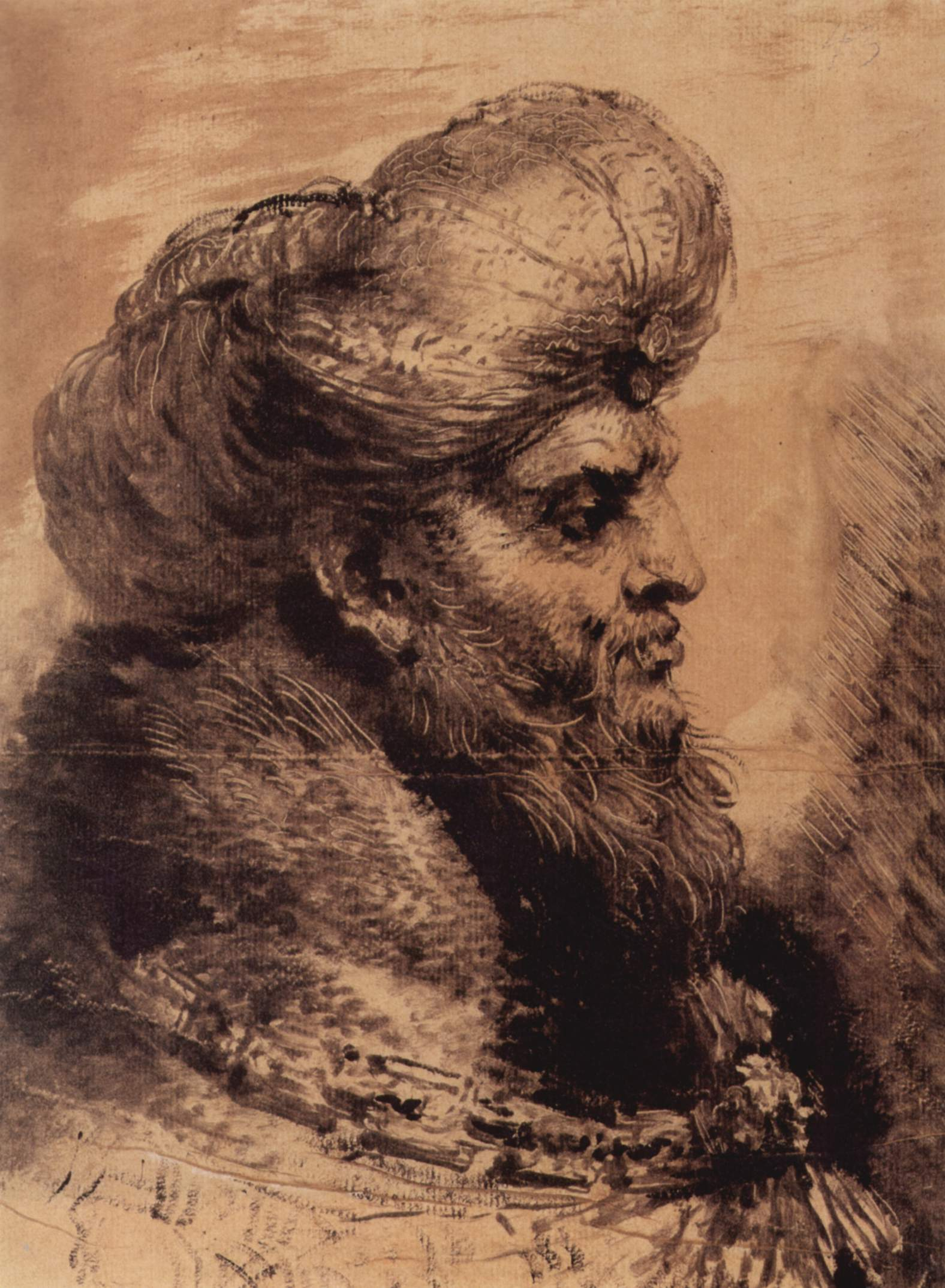
Kopf eines bärtigen Orientalen

Giovanni Benedetto Castiglione (getauft 23. März 1609 in Genua; Eintrag ins Totenbuch des Doms 5. Mai 1664 in Mantua), genannt Grechetto, war ein italienischer Maler, Radierer, Grafiker und Kupferätzer. Er gilt als Erfinder der Monotypie.

## Leben
Der Schüler Giovanni Battista Paggis, Giovanni Andrea De Ferraris (1598–1669) und Anthonis van Dycks bildete sich noch in Rom, Florenz, Parma und Venedig und trat sodann in die Dienste des Herzogs Karl I. in Mantua.
Castiglione hat namentlich seinen Ruf durch seine hervorragenden Tierdarstellungen erlangt, die er nach genauer Beobachtung sowohl in der jeweiligen Haltung als auch in dem Thema entsprechenden Blick vorzuführen verstand; die historischen und biblischen Vorwürfe pflegen meist nur das Thema für seine Bilder herzugeben, während Tiere und die Landschaft künstlerisch die Hauptrolle spielen. Ein großer Teil seines Werkes in Ölmalerei widmet sich den Themen des Alten Testaments, namentlich der Geschichte Abrahams und der Stammesväter. Besonders Beispiele wie Die Heimführung Rebeccas in der Karawane nahm er zum Anlass, hier seine geradezu geniale Tiermalerei zur Geltung bringen zu können.
Er behandelte seine narrativen, häufig biblischen Darstellungen oftmals in ähnlicher Aufbauweise, seine Gestalten folgen konventionellen Vorbildern; in seiner Farbauffassung folgt er sowohl italienischen als auch niederländischen Vorbildern der Tiermalerei. Castiglione ist auch als Radierer sehr bekannt geworden, wobei seine Radierungen dem Stil des damals schon weltberühmten Rembrandt folgen; Man zählt über 70 solcher Blätter. 1786 erschien zu Venedig eine Folge von zwölf nach Castigliones Zeichnungen von G. Zompini geätzten Blättern, wobei der Stecher die grandiosen Vorzeichnungen Castigliones nicht wiederzugeben verstand.
Der britische Konsul in Venedig Joseph Smith hatte Mitte des 18. Jahrhunderts eine Sammlung von mehr als zweihundert Zeichnungen erworben, teilweise aus dem Teil der Sammlung der Herzöge von Mantua, der 1711 in Venedig versteigert wurde. Die Bände gingen in die Royal Collection in Windsor Castle.

## Werke (Auswahl)
- Abraham und Melchisedek, nach 1645, Leinwand, 100 × 125 cm; Musée du Louvre, Paris
- Allegorie des Überflusses, Leinwand, 198 × 287 cm; Slg. Marchese A. Doria, Genua
- Anbetung der Hirten, um 1640; Paul Getty Museum, Los Angeles
- Anbetung der Hirten, um 1660; Eremitage, Sankt Petersburg
- Arkadische Hirten, um 1655; Paul Getty Museum, Los Angeles
- Christus vertreibt die Geldverleiher aus dem Tempel
- Die Fabel von Diogenes
- Geburt Christi, 1645, Leinwand, 398 × 218 cm; S. Luca, Genua
- Geburt Christi, Kupfer, 38 × 30 cm; Galleria Balbi, Genua
- Heimkehr Jakobs, Leinwand, 99 × 123 cm; Museo del Prado, Madrid
- Hl. Bernhard und der Kruzifixus, Leinwand, 305 × 222 cm; S. Maria della Cella, Sampierdarena (bei Genua)
- Hl. Jacobus zersprengt die Mauern, Leinwand, 316 × 327 cm; Oratorio di S. Giacomo Maggiore Apostolo, Genua
- Isaac und Rebecca
- Noah und die Tiere betreten die Arche, um 1650, 145 × 195 cm; Gemäldegalerie Dresden
- Noah lässt die Tiere aus der Arche, Leinwand, 198 × 216 cm; Kunsthistorisches Museum, Wien
- Opfer des Noah nach der Sintflut, 1650–1655, 140 × 192 cm, Los Angeles County Museum of Art
- Portrait von Gianlorenzo Bernini; Palazzo Ridolfo e Giovanni Francesco Brignole Sale (Palazzo Rosso), Musei di Strade Nuove, Genua
- Rebeccas Heimführung zu Jaacob nach Canaan, Leinwand, 191 × 280 cm; ehem. Sammlung Rothschild, Priv.-Sammlung Granados, Madrid.
- Vertreibung der Händler und Wechsler aus dem Tempel, Leinwand, 98 × 120 cm; Musée du Louvre, Paris
- Vulkan und Juno, Leinwand, 198 × 294 cm; Genua, Slg. Marchese A. Doria.
- Das Wunder von Soriano

In der Kunstwissenschaft wird angenommen, dass es sich bei einigen der in den Museen unter seinem Namen ausgestellten Werke um Kopien durch Castigliones Sohn Francesco Castiglione (1641–1716) oder seines Bruders Salvatore Castiglione (1620–1676) oder um deren eigenhändige Werke handelt.

## Ausstellungen
- 2013: Castiglione. Lost Genius. Queen’s Gallery, Buckingham Palace, London
- 2022: Barockes Feuer: die Grafik des Giovanni Benedetto Castiglione. Kunsthaus Zürich. (Ausstellungskatalog, hrsg. von Jonas Beyer u. a.) Kunsthaus Zürich, ISBN 978-3-95498-631-6.